# Фёдоров, Виктор Викторович
Ви́ктор Ви́кторович Фёдоров (1933 — неизвестно) — советский нефтехимик, директор ВНИПИ нефтеперерабатывающей и нефтехимической промышленности (1969—1974). Лауреат Государственной премии СССР (1970).

## Биография
Родился в 1933 году Член КПСС с 1959 года.
Окончил Московский нефтяной институт (1956).
В 1956—1959 годах — инженер (оператор, начальник бригады) в тресте «Оргнефтезаводы», в 1959—1962 годах — главный технолог Ново-Ярославского нефтеперерабатывающего завода.
В 1962—1965 годах — работал в Болгарии, руководитель строительства Бургазского НПЗ.
С 1965 года во ВНИПИ нефтеперерабатывающей и нефтехимической промышленности, с 1969 по 1974 года — директор.
Начальник управления Главмикробиопрома (1974—1982); начальник управления науки и техники Госнефтепродукта СССР (1982—1989); генеральный директор‐президент ЗАО НТЦ Фёдорова «Синтез Инжиниринг» (с 1989).
Кандидат технических наук (1973).
Лауреат Государственной премии СССР (1970, в составе коллектива) за создание и промышленное внедрение высокопроизводительной установки первичной переработки нефти мощностью 6 млн тонн в год.
Награждён орденами Трудового Красного Знамени (1973), «Знак Почёта» (1973), орденом Народной Республики Болгарии (1964) и золотыми медалями ВДНХ.
Соавтор монографии:
- Перспективы производства нефтехимических продуктов пиролизом углеводородов [Текст] / В. С. Федоров, К. Е. Масальский, В. В. Федоров, А. И. Коган. — Москва : Центр. науч.-исслед. ин-т техн.-экон. исследований нефтеперерабатывающей и нефтехим. пром-сти, 1972. — 165 с., 2 л. черт. : черт.; 22 см. — (Тематические обзоры. Серия «Нефтехимия и сланцепереработка»/ М-во нефтеперерабатывающей и нефтехим. пром-сти СССР).